# ولیکا راچنا
ولیکا راچنا (اسلوونیایی: Velika Račna) یک زیستگاه انسانی در اسلوونی است که در Grosuplje Municipality واقع شده‌است.

## خصوصیات
ولیکا راچنا ۳٫۵۱ کیلومترمربع مساحت و ۲۱۱ نفر جمعیت دارد و ۳۲۷ متر بالاتر از سطح دریا واقع شده‌است.

## نگارخانه

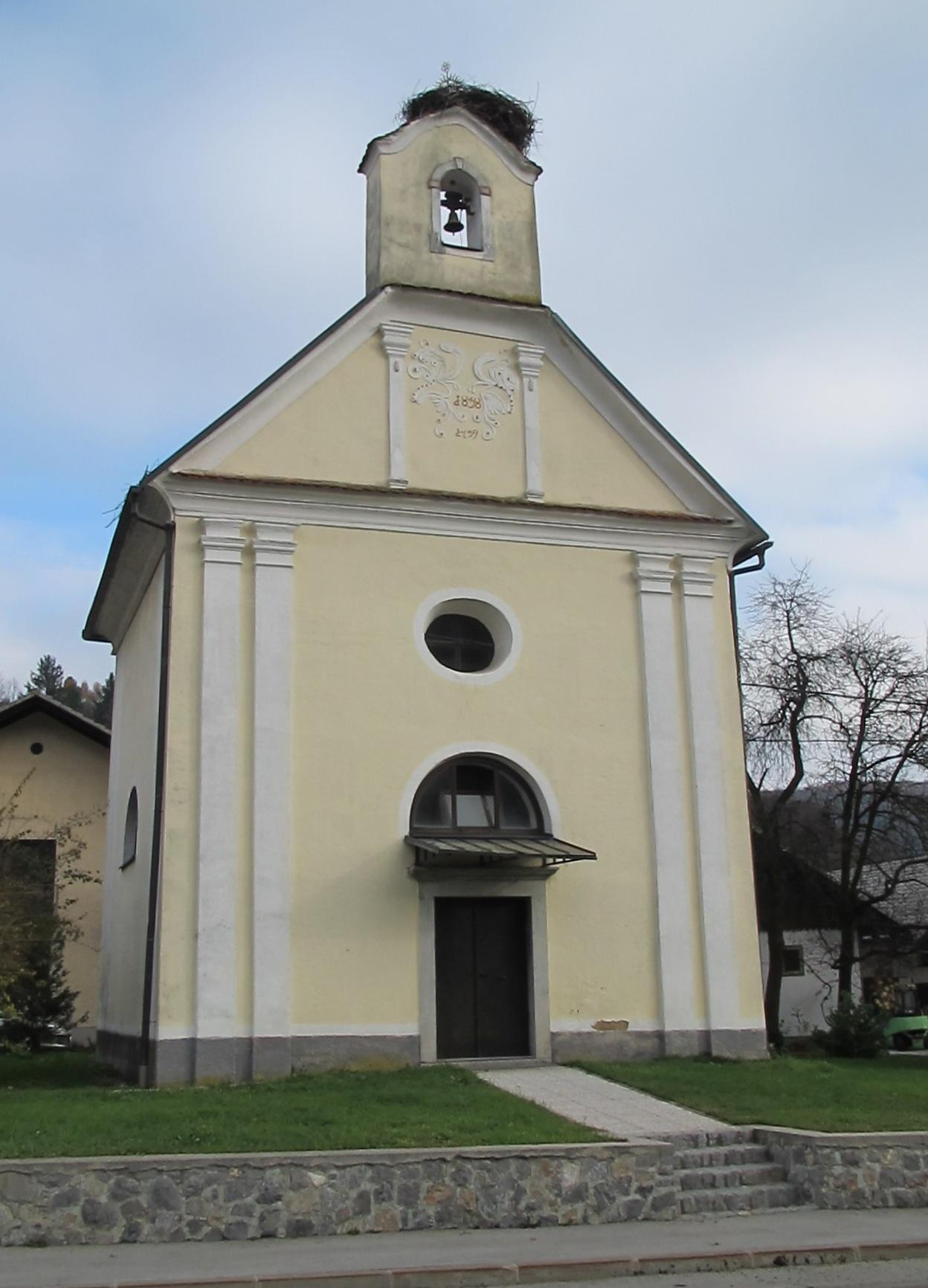
Village chapel
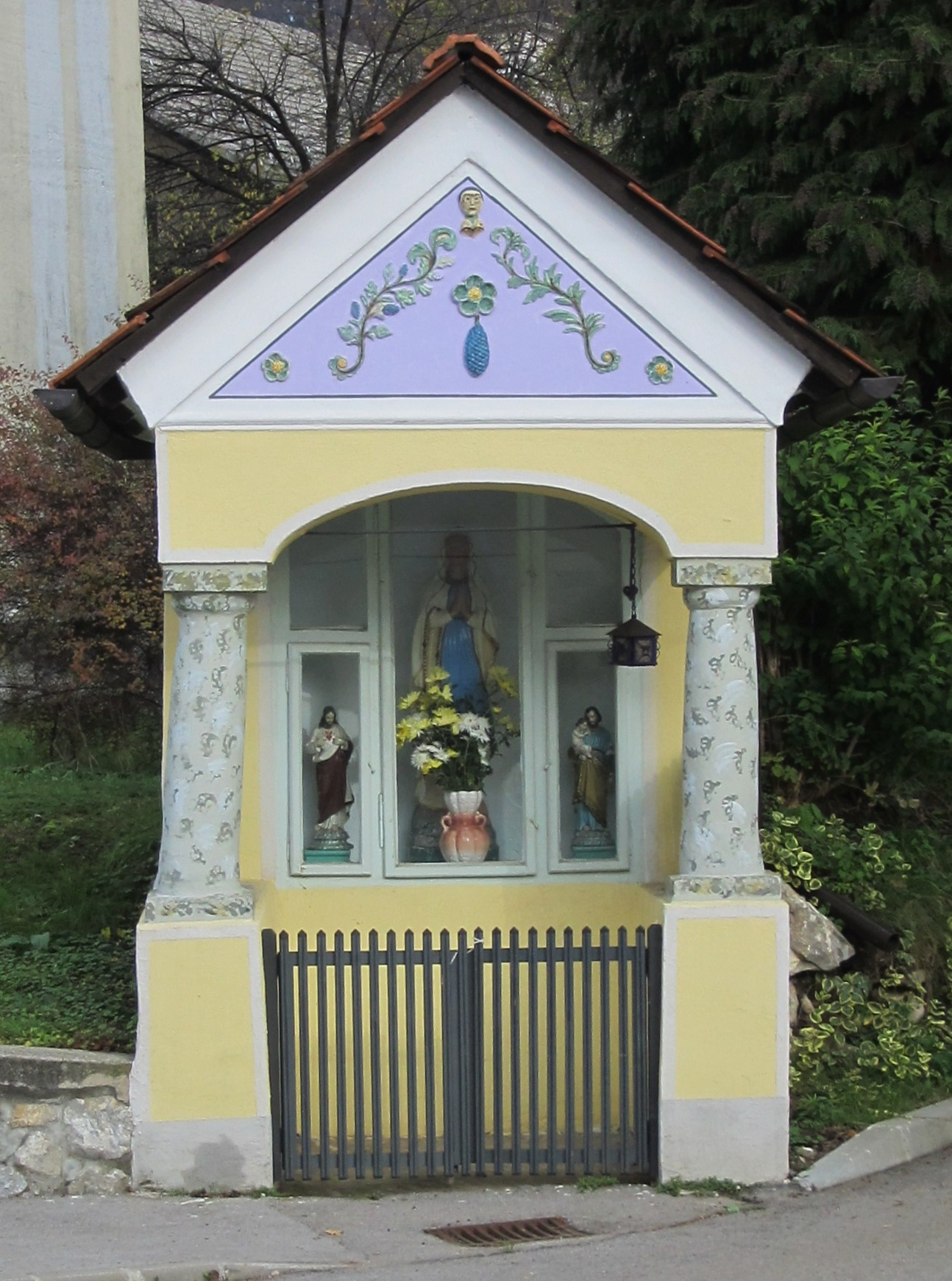
Village chapel-shrine
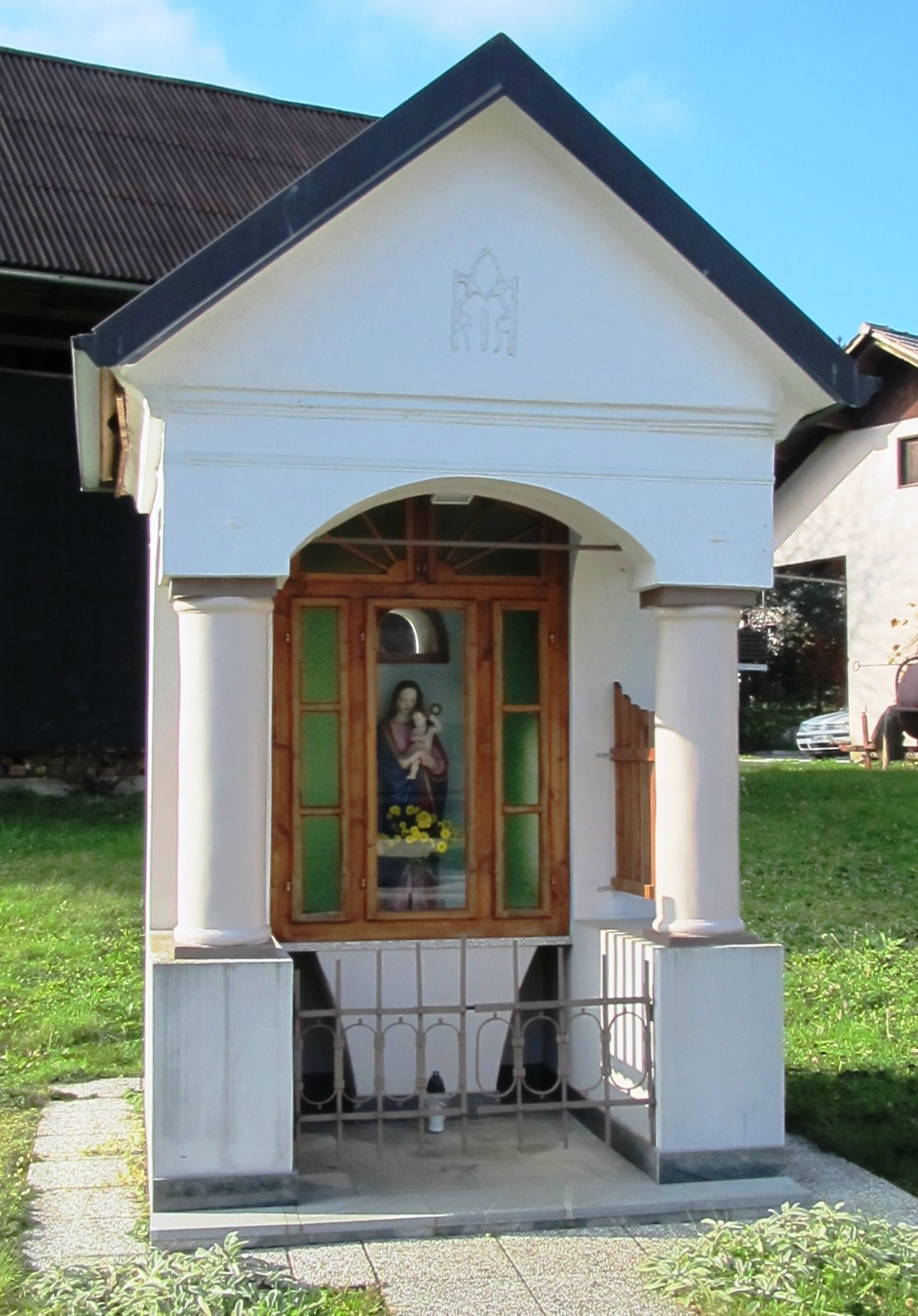
Village chapel-shrine
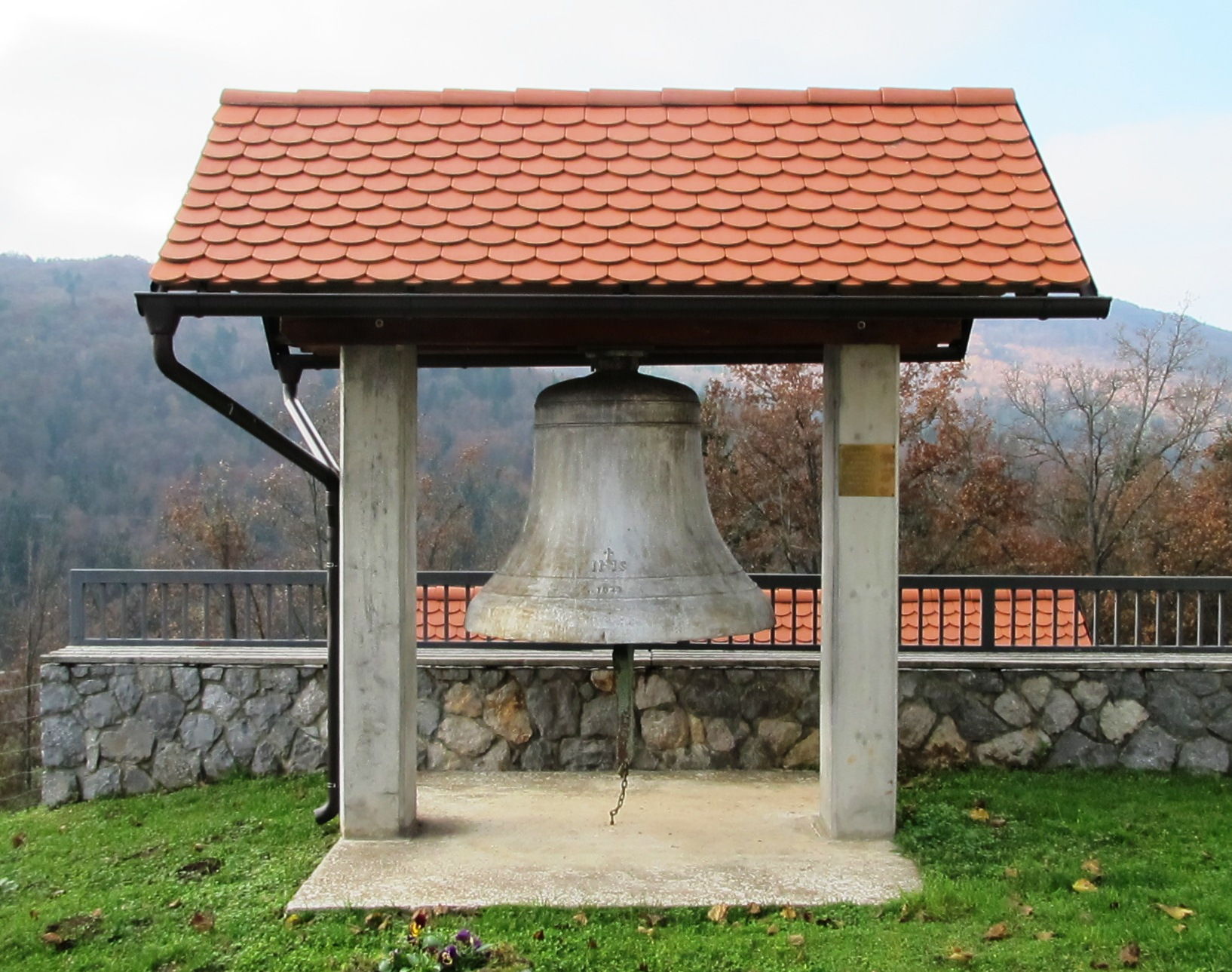
Church bell on Kopanj Hill